# Zhang Yuzhe
| (3789) Zhongguo | 25 de octubre de 1928 | MPC |

Zhang Yuzhe (en chino: 张钰哲) (16 de febrero de 1902 – 21 de julio de 1986) fue un astrónomo chino, director del Observatorio de la Montaña Púrpura. Es considerado como el padre de la astronomía moderna china. Estudió las curvas de luz de los asteroides, y a través de este dato, sus periodos de rotación. También investigó la estrella variable CZ Cassiopeiae y la evolución de la órbita del Cometa Halley. Descubrió tes cometas, y tiene acreditado por el Centro de Planetas Menores el descubrimiento del asteroide del cinturón principal exterior (3789) Zhongguo con el nombre de Y. C. Chang.

## Semblanza
Zhang nació en Minhou, provincia de Fujian, en 1902. En 1919 ingresó en la Universidad de Tsinghua. Tras graduarse en 1923, viajó a los Estados Unidos, donde inició sus estudios de postgrado en la Universidad de Chicago en 1925, doctorándose en 1929. Ese mismo año, regresó a China y aceptó un puesto de docente en la Universidad Central Nacional en Nanjing, China (posteriormente conocido como Universidad de Nankín).
Mientras se doctoraba en la Universidad de Chicago en 1928, Zhang descubrió un asteroide que primero se designó 1928 UF y más adelante con el número 1125. Lo bautizó con el nombre de "China" o "中華" (Zhōnghuá). Este asteroide estuvo "perdido" al no poder ser observado más adelante, lo que imposibilitó calcular su órbita con precisión. En 1957, mientras era director del Observatorio de la Montaña Púrpura en China, el equipo del observatorio descubrió un asteroide nuevo. Con su aprobación, el nuevo cuerpo celeste (1957 UN1) pasó a denominarse oficialmente 1125 China, sustituyendo al asteroide perdido (1928 UF). Aun así, en 1986, se confirmó que un nuevo objeto recién avistado (1986 QK1) era el redescubrimiento del 1928 UF original, que pasó a denominarse (3789) Zhongguo ("中国" Zhōngguó es la palabra en chino mandarín que significa "China" en transliteración pinyin, mientras que Zhōnghuá es una palabra ligeramente más antigua para referirse a "China").
De 1941 a 1950, Zhang dirigió el instituto de investigación de la astronomía en la Universidad Central Nacional. Entre 1946 y 1948 regresó a los Estados Unidos para dedicarse al estudio de las estrellas variables. En 1950 Zhang se convirtió en director del Observatorio de la Montaña Púrpura, cargo que mantuvo hasta 1984. 
En 1955 fue elegido miembro , o académico, de la Academia China de las Ciencias.
Zhang se dedicó a observar y calcular las órbitas de cometas y planetas menores. Numerosoa asteroides se descubrieron desde el Observatorio de la Montaña Púrpura, así como tres cometas nuevos: dos periódicos, 60P/Tsuchinshan (Tsuchinshan 2) y 62P/Tsuchinshan (Tsuchinshan 1), y uno no-periódico, C/1977 V1. Tsuchinshan es la transliteration Wade-Giles correspondiente al pinyin Zĭjīn Shān, que en chino mandarín significa "Montaña Púrpura", en honor del observatorio desde el que se avistó.

## Eponimia
- El cráter lunar Zhang Yuzhe lleva este nombre en su memoria.[6]
- El asteroide del cinturón principal (2051) Chang también lleva su nombre.[3]